# Tattoo song
Tattoo song is een lied van Herman Brood & The Wild Romance uit 1984. Na het duet Als je wint in januari met Henny Vrienten, was dit het tweede reggaenummer dat de rockzanger dit jaar uitbracht. In de videoclip van het lied speelde ook Henny Vrienten weer mee.
De single was op vrijdag 4 mei 1984 Veronica Alarmschijf op Hilversum 3 en bereikte de 23e plaats in de Nederlandse Top 40 en de 19e plaats in de Nationale Hitparade.

## Hitnoteringen

### Nederlandse Top 40
| Hitnotering: week 19 t/m 23 in 1984 | Hitnotering: week 19 t/m 23 in 1984 | Hitnotering: week 19 t/m 23 in 1984 | Hitnotering: week 19 t/m 23 in 1984 | Hitnotering: week 19 t/m 23 in 1984 | Hitnotering: week 19 t/m 23 in 1984 | Hitnotering: week 19 t/m 23 in 1984 |
| Week:                               | 1                                   | 2                                   | 3                                   | 4                                   | 5                                   |                                     |
| ----------------------------------- | ----------------------------------- | ----------------------------------- | ----------------------------------- | ----------------------------------- | ----------------------------------- | ----------------------------------- |
| Positie:                            | 34                                  | 24                                  | 23                                  | 31                                  | 35                                  | uit                                 |

### Nationale Hitparade
| Hitnotering: 19-5-1984 t/m 23-6-1984 | Hitnotering: 19-5-1984 t/m 23-6-1984 | Hitnotering: 19-5-1984 t/m 23-6-1984 | Hitnotering: 19-5-1984 t/m 23-6-1984 | Hitnotering: 19-5-1984 t/m 23-6-1984 | Hitnotering: 19-5-1984 t/m 23-6-1984 | Hitnotering: 19-5-1984 t/m 23-6-1984 | Hitnotering: 19-5-1984 t/m 23-6-1984 |
| Week:                                | 1                                    | 2                                    | 3                                    | 4                                    | 5                                    | 6                                    |                                      |
| ------------------------------------ | ------------------------------------ | ------------------------------------ | ------------------------------------ | ------------------------------------ | ------------------------------------ | ------------------------------------ | ------------------------------------ |
| Positie:                             | 35                                   | 29                                   | 26                                   | 19                                   | 42                                   | 47                                   | uit                                  |